# Joachim Henning
Joachim Henning (* 7. Juli 1951 in Angermünde) ist ein deutscher Mittelalterarchäologe.

## Leben
Er studierte von 1972 bis 1976 bei Heinz Grünert an der HU Berlin. 1976 schloss er als Diplom-Prähistoriker ab. Von 1976 bis 1991 war er wissenschaftlicher Mitarbeiter an der Akademie der Wissenschaften der DDR, 1982 erfolgte seine Promotion. Nach der Habilitation am Fachbereich Altertumswissenschaften der FU Berlin (1992/93) war er von 1995 bis zu seinem Ruhestand 2017 ordentlicher Professor für frühmittelalterliche (u. a. römische Germania libera, spätantike und byzantinische) Archäologie an der Universität Frankfurt.

## Schriften (Auswahl)
- Südosteuropa zwischen Antike und Mittelalter. Archäologische Beiträge zur Landwirtschaft des 1. Jahrtausends u. Z. Berlin 1987, ISBN 3-05-000121-6 (Dissertation).
- mit Alexander T. Ruttkay (Hrsg.): Frühmittelalterlicher Burgenbau in Mittel- und Osteuropa. Tagung, Nitra vom 7. bis 10. Oktober 1996. Bonn 1997, ISBN 3-7749-2796-0.